# Herborn (bei Idar-Oberstein)
Herborn település Németországban, Rajna-vidék-Pfalz tartományban. Lakosainak száma 506 fő (2023. december 31.).

## Népesség
A település népességének változása:
| Lakosok száma | 483  | 513  | 502  | 501  | 516  | 506  |
|               | 1975 | 2017 | 2019 | 2021 | 2022 | 2023 |